# Luís Henrique Pellanda
Luís Henrique Pellanda (Curitiba, 6 de abril de 1973) é um cronista, contista e músico brasileiro.

## Biografia
Formado em jornalismo pela Pontifícia Universidade Católica do Paraná, trabalhou nos jornais Gazeta do Povo e Primeira Hora. Foi subeditor e colunista do jornal literárIo Rascunho e coeditor e cronista do site de crônicas e ilustrações Vida Breve. É editor da Arquipélago Editorial.
Seu primeiro livro O macaco ornamental classificou-se em segundo lugar no Prêmio Clarice Lispector 2010, concedido pela Fundação Biblioteca Nacional. O livro Nós passaremos em branco foi finalista do Prêmio Jabuti de Literatura, em 2012.

## Obras publicadas
- O macaco ornamental (Rio de Janeiro: Bertrand Brasil, 2009)
- Nós passaremos em branco (Porto Alegre: Arquipélago Editorial, 2011)
- Asa de sereia (Porto Alegre: Arquipélago Editorial, 2013)
- Não suma (São Paulo: Formas Breves, e-Galáxia [e-book], 2014)
- Vazante (Curitiba: Arte & Letra [artesanal], 2015)
- Detetive à deriva (Porto Alegre: Arquipélago Editorial, 2016)
- A fada sem cabeça (Porto Alegre: Arquipélago Editorial, 2018)
- Calma, estamos perdidos (Curitiba: Maralto, 2019; com ilustrações de Raro de Oliveira)
- Na barriga do lobo (Porto Alegre: Arquipélago Editorial, 2021)
- O caçador chegou tarde (Curitiba: Maralto, 2023)
- A crônica não mata: notas do isolamento (Porto Alegre: Arquipélago Editorial, 2025)

### Obras publicadas como organizador
- As melhores entrevistas do Rascunho - Vol. 1 (Porto Alegre: Arquipélago Editorial, 2010)
- As melhores entrevistas do Rascunho - Vol. 2 (Porto Alegre: Arquipélago Editorial, 2012)
- A intensa palavra - Crônicas inéditas do Correio da Manhã,1954-1969, Carlos Drummond de Andrade (Rio de Janeiro: Record, 2024)

### Participações em antologias
- As cidades indizíveis - Fábio Fernandes e Nelson de Oliveira (Org.), Rio de Janeiro, Llyr Editorial (2011)
- Ficcionais - Escritores revelam o ato de forjar seus mundos - Schneider Carpeggiani (Org.), Recife, Cepe Editora (2012)
- Documentais - Desencontros, lembranças e testemunhos - Schneider Carpeggiani (Org.), Recife, Cepe Editora (2013)
- 48 contos paranaenses - Luiz Ruffato (Org.), Curitiba, Biblioteca Paraná (2014)
- Mobilidade em 1 instante - Fernanda Albuquerque (Org.), Porto Alegre, Embarq Brasil (2015)
- Kafka: uma metamorfose inspiradora - Carlyle Popp (Org.), Curitiba, Juruá (2015)
- Relevo 5 anos - Daniel Zanella (Org.), Curitiba (2015)
- Algumas vozes: narrativas contemporâneas - Rogério Pereira (Org.), Curitiba Literária, Curitiba (2016)
- O que resta das coisas - Ricardo Barberena (Org.), Porto Alegre, Zouk (2018)
- O tempo visto daqui: 85 cronistas paranaenses - Luís Bueno (Org.), Biblioteca Paraná, Curitiba (2018)
- A vida íntima das histórias - Rogério Pereira (Org.), Curitiba Literária, Curitiba (2018)
- Os elefantes viriam pela manhã - Rogério Faria Tavares (Org.), Belo Horizonte (2025)

### Participação em antologia no exterior
- Wir sind bereit - Marlen Eckl (Org.), Berlim, Lettrétage (2013)

### Participações em jornais e revistas literárias
- Jornal Rascunho, Curitiba, edição 99, julho de 2008
- Revista Arte & Letra: Estórias E, Curitiba, Editora Arte & Letra, outono de 2009
- Suplemento Literário de Minas Gerais, Belo Horizonte, "A maioridade da crônica", Humberto Werneck (Org.), novembro de 2012
- Jornal Cândido, edição 17, dezembro de 2012
- Revista Artfliporto, Recife, Editora Carpe Diem, edição 2, novembro de 2012
- Suplemento Literário de Pernambuco, Recife, "Palavra é fantasma - Três escritores falam do assombro da criação literária",  Secretaria de Estado de Cultura de Pernambuco, dezembro de 2013
- Revista Jandique, Curitiba, edição 2, maio de 2013